# Sylvester Hvid
Sylvester Hvid & Co er en danskejet kommunikations- og konsulentvirksomhed. Den blev etableret i 1899 af entreprenøren og cykelhandleren Jens Sylvester Hvid.

## Historie
Sylvester Hvid blev stiftet den 14. oktober 1899 af den københavnske entreprenør og cykelhandler Jens Sylvester-Hvid. Den første store kunde i 1899 var DSB, som bureauet samarbejdede med i over 100 år. Året efter, i år 1900, begyndte Kjøbenhavns Telefon Aktieselskab (KTAS) og Sylvester Hvid et samarbejde, hvor sidstnævnte stod for annonceindrykningen i alle KTAS' telefonbøger; dette gjorde de frem til 1978.
Den 5. august 1928 døde Jens Sylvester-Hvid, og bureauet blev overtaget af hans søn Sven Sylvester Hvid.
Under 2. verdenskrig overlevede Sylvester Hvid første del af krigen ved at producere biografreklamer; men da nazisterne beordrede de danske reklamebureauer til at producere propaganda på vegne af den tyske besættelsesmagt, instruerede Svend sine medarbejderne i at lægge plantefrø i poser for J. E. Ohlsens Enke med en så stor koncentration, at når besættelsesmagten besøgte bureauet, kunne de se, at bureauets medarbejdere havde for travlt til at udføre kommunikationsopgaver for besættelsesmagten. Dette medførte, at bureauets kontorer og baggård kunne benyttes til at indgå i og hjælpe den den danske modstandsbevægelse. Kontoret på Strøget blev et centralt mødested for modstandsbevægelsen og garageanlægget "Alléenberg", som Svend Sylvester Hvid ejede blev brugt som værksted og våbendepot. Garageanlægget blev sprængt i luften under RAF's angreb på Gestapo-hovedkvarteret, hvor garagemesteren bestak tyskerne med øl og cigarer, så de ville vogte garageanlægget uden at de vidste, at modstandsbevægelsen våbendepot var begravet under ruinerne.
I 1940'erne var Sylvester Hvid det første danske reklamebureau, som begyndte at bruge levende fotomodeller i reklamer, som erstatning for de dengang meget anvendte tegninger.
I 1952 åbnede Sylvester Hvid sammen med en norsk og en svensk partner det første skandinaviske reklamebureau i USA. Da bureauet, som de kaldte "Triangel", var på sit højeste, beskæftigede det 450 medarbejdere i New York City.
I 1978 overtog tredje generation af familien Sylvester Hvid bureauet, denne gang under ledelse af Ole Sylvester-Hvid.
I 1995 blev virksomheden opkøbt af den tidligere professionelle fodboldspiller og erhvervsmand Fernando Olsen, som stadig er ejer.
I perioden siden da har Sylvester Hvid løbende ekspanderet, bl.a. gennem opkøb af en del andre bureauer, som alle er blevet integreret i Sylvester Hvid & Co.

## Kendte medarbejdere
- Storm P (Robert Storm Petersen)
- Peter Wibroe
- Allan Mylius Thomsen
- Fernando W. Olsen